# 白緣裸胸鱔
白緣裸胸鱔，又稱白緣裸胸鯙、白緣裸胸鱔、錢鰻、薯鰻、虎鰻，為輻鰭魚綱鰻鱺目鯙亞目鯙科的其中一種，分布於西太平洋的日本及台灣海域，棲息深度6-180公尺，體長可達100公分，為底棲性魚類，生活礁沙底質的礁坡，夜間活動，屬肉食性，生活習性不明。

## 擴展閱讀
維基物種上的相關：白緣裸胸鱔